# ويليام هيكس
العقيد ويليام هيكس، المعروف أيضًا باسم هيكس باشا (1830 – 5 نوفمبر 1883) جندي بريطاني دخل جيش بومباي في عام 1849 وخدم من خلال التمرد الهندي، حيث ورد ذكره في رسائل من أجل حسن السلوك في معركة سيتكا غاوت في عام 1859. 
أصبح نقيبًا في عام 1861 ، وفي الحملة الاستكشافية للحبش في 1867-1868 كان رائدًا في لواء، ورد ذكره مرة أخرى في دفعات وأعطي البراءة الفخرية. تقاعد برتبة عقيد فخرية عام 1880.
دخل بعد ذلك في خدمة الحكومة المصرية التي كانت تسيطر على السودان، وقاد الجيش المصري الذي هُزم بالكامل في معركة الأبيض التي قُتل فيها وقطعت رأسه.

## خدمة الخديوي
بعد انتهاء الحرب الإنجليزية المصرية عام 1882 ، دخل في خدمة الخديوي وأصبح باشا. كانت السودان تحت سيطرة مصر في عام 1881، حين أعلن محمد أحمد المهدي نفسه مهديًا وبدأ في غزو الأراضي المجاورة وبالتالي هدد السيطرة المصرية غير المستقرة على المنطقة.[بحاجة لمصدر] في أوائل عام 1883 ذهب هيكس إلى الخرطوم كرئيس لأركان الجيش هناك تحت قيادة أسمية لسليمان نيازي باشا. تم تشكيل المعسكر في أم درمان وتم تجميع قوة جديدة قوامها حوالي 8000 رجل مقاتل - معظمهم جُندوا من فلاحي قوات العربي المنحلة، والمرسلة بالسلاسل من مصر. بعد شهر من التنقيب النشط ، قاد هيكس 5000 من رجاله ضد قوة مساوية من الدراويش في سنار وهزمهم، وقام بتطهير البلاد بين مدينتي سنار والخرطوم من المتمردين.

## حملة 1883

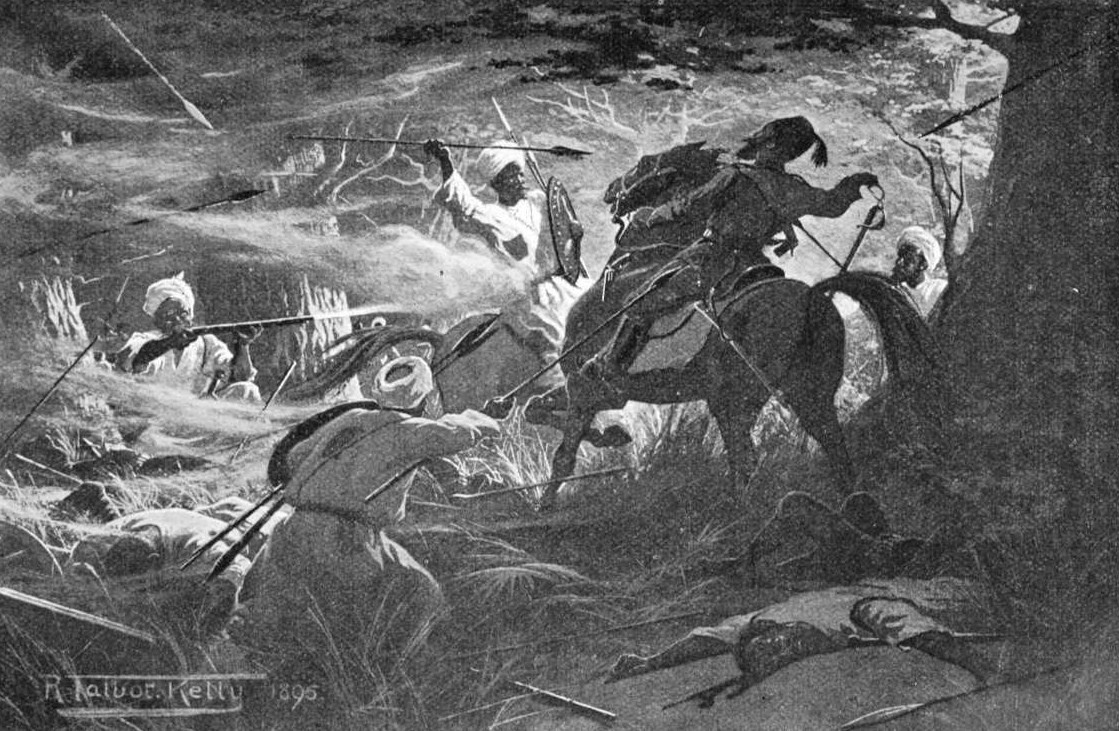
مشهد تصويري لمعركة الأبيض ، لحظة سقوط ويليام هيكس قتيلاً.

بعد خوفهم من هجوم فوري من قبل المهديين، أثار المسؤولون المصريون في الخرطوم فضول هيكس، الذي قدم استقالته في يوليو. نتج عن ذلك إقالة سليمان نيازي وتعيين هيكس قائدًا عامًا لقوة استكشافية في كردفان بأوامر لسحق المهدي، الذي استولى في يناير 1883 على مدينة الأبيض عاصمة تلك المحافظة. وإدراكًا من هيكس لعدم جدوى قوته للغرض المتوخى، أعرب عن رأيه بأنه سيكون من الأفضل "انتظار كردفان حتى تستقر على نفسها" (برقية بتاريخ 5 أغسطس).
ولكن الوزارة المصرية لم تؤمن حينها بقوة المهدي، وانطلقت الحملة من الخرطوم في 9 سبتمبر. كانت تتألف من 7000 جندي مشاة و1000 جندي فارس و2000 جندي معسكر، وكانت تضم ثلاثة عشر أوروبيًا. وفي اليوم العاشر، غادرت القوة النيل عند الدويم واتجهت إلى الداخل عبر المناطق القاحلة الخالية تقريبًا من المياه في كردفان باتجاه الأبيض. ، تعرض الجيش، الذي ضُلِل من قبل مرشدين ربما كانوا مخادعين ومتعطشين، في الخامس من نوفمبر لكمين في غابة كثيفة في كاشجيل، 30 ميل (48 كـم) جنوب مدينة الأبيض. نجا 300 رجل فقط من القوة. (انظر معركة الأبيض).
وبحسب رواية طباخ هيكس، الذي كان أحد الناجين، فإن الجنرال كان آخر ضابط سقط، حيث طعنه رمح خليفة المهدي الرابع محمد شريف. تم قطع رأس هيكس ونقله إلى المهدي. 

## التصوير الثقافي
لعب الممثل إدوارد أندرداون دور هيكس في فيلم الخرطوم عام 1966.